# 단테 알리기에리 협회
단테 알리기에리 협회(이탈리아어: Società Dante Alighieri)는 이탈리아의 문화와 언어를 세계에 알리는 문화원이다. 오늘날 이 문화원은 60개국 이상에 존재한다.

## 같이 보기
- 아메리카 단테 협회
- 이탈리아 문화원